# Falo (Mali)
Falo è un comune rurale del Mali facente parte del circondario di Bla, nella regione di Ségou.